# Limburg (Lieja)
|  | Aquest article tracta sobre la ciutat belga. Vegeu-ne altres significats a «Limburg». |

Limburg (neerlandès) Limbourg (francès) o Limbork en való és un municipi belga de l'est de la província de Lieja, a la Bèlgica valona. L'1 de gener de 2007 el municipi tenia 5.644 habitants. Per raons històriques, té el títol honorífic de ciutat. És a les ribes del riu Vesdre. El formen els nuclis de Limburg, Hèvremont, Bilstain i Goé. La ciutat es compon de dues parts: l'una, a les ribes del Vesdre anomenada vila baixa, que correspon al centre comercial i industrial actual, i una altra situada més amunt que acull les ruïnes d'un castell.

## Història

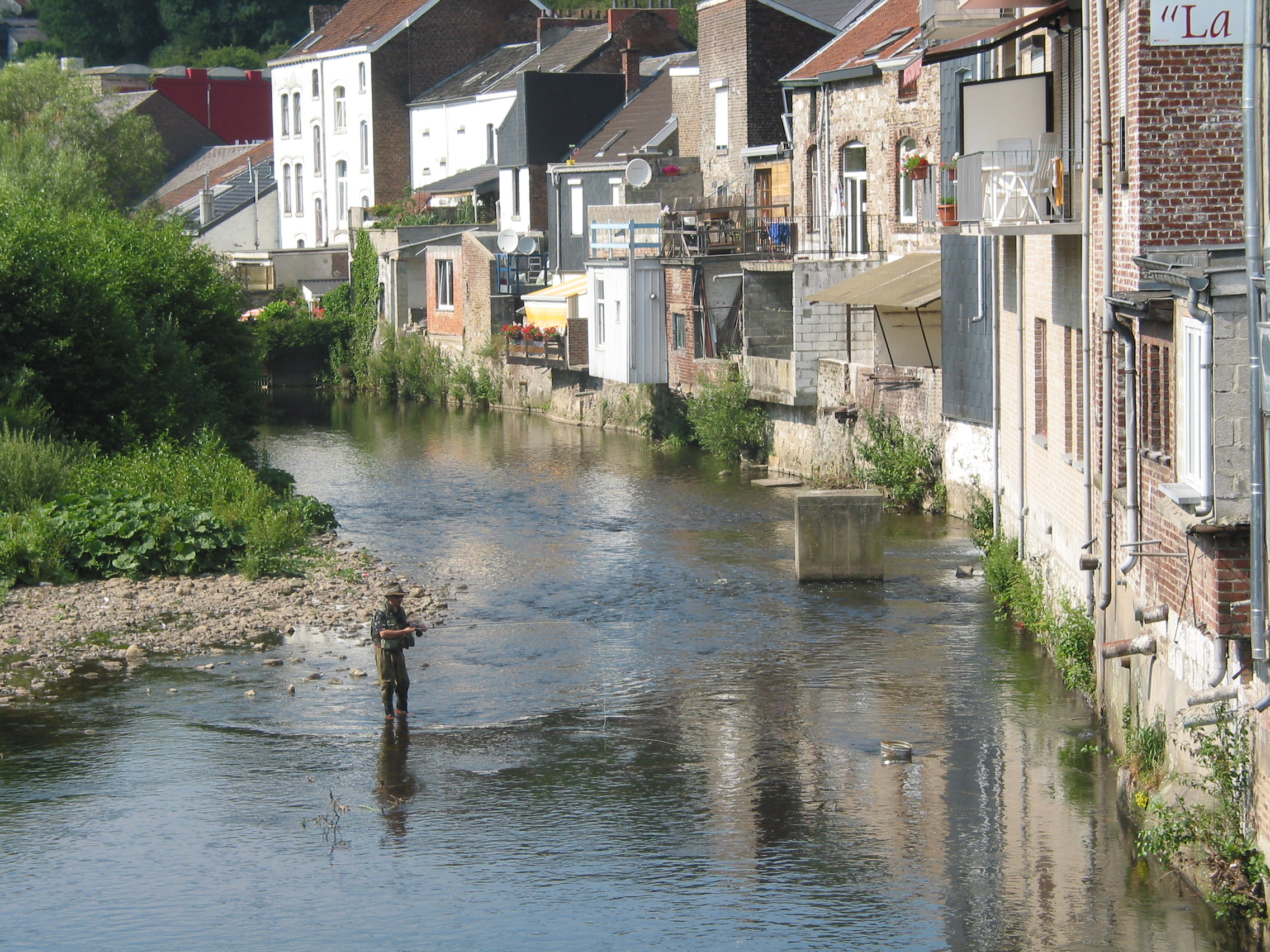
La vila baixa i el Vesdre

El castell començà a construir-se vers l'any 1000. Els seus primers habitants foren els comtes de Limburg, pertanyents a la casa d'Arlon. El poble, com a capital del ducat de Limburg, tenia un paper important dins la regió. El 1288, després de la mort del darrer duc de Limburg, hi hagué una guerra de successió a Worringen (prop de Colònia) entre el bisbe de Colònia i el duc de Brabant. El darrer en resultà victoriós, de manera que en endavant gaudí també del títol de duc de Limburg. En avançar els segles, el poble que havia donat origen al nom anà oblidant-se.
Al segle xix, una important indústria llanera s'instal·là a les ribes del Vesdre, canviant la vila baixa. El 1887, el rei Leopold II inaugurà prop de la vila la presa del Gileppe.